# Ekatarina Velika
Ekatarina Velika, soit la « Grande Catherine » (en serbe cyrillique : Екатарина Велика), également appelé EKV, était un groupe de rock de Belgrade et l'un des plus influents de l'ex-Yougoslavie sur la scène de la Nouvelle vague musicale yougoslave. 
Le noyau du groupe était constitué autour chanteur et guitariste serbe Milan Mladenović. Sa mort en 1994 a provoqué la dissolution du groupe.
En plus de Milan Mladenović, les autres principaux membres de EKV étaient Ivan Ranković, Bojan Pečar, et Margita Stefanović.

## Discographie

### Albums studio
- 1984 :  Katarina II
- 1985 : Ekatarina Velika (Catherine la Grande)
- 1986 : S vetrom uz lice (Contre le vent)
- 1987 : Ljubav (Amour)
- 1989 : Samo par godina za nas (Juste quelques années pour nous)
- 1991 : Dum Dum (Bang Bang)
- 1993 : Neko nas posmatra (Quelqu'un nous regarde)

### Albums live
- 1987  EKV 19LIVE!86
- 1997  Live 88
- 2001  Kao u snu - EKV Live 1991 (Comme en rêve - EKV Live 1991)

### Compilations
- 2007 EKV Revisited

### Autres
- 2003 Kao da je bilo nekad
- 2003 Jako dobar tattoo - Tribute to EKV